# Kurikovke
Kurikovke (drvoguševke, lat. Celastraceae), biljna porodica listopadnog i zimzelenog grmlja i omanjeg drveća u redu gušićolikih (Celastrales), poglavito tropske biljke, osim nekoliko izuzetaka u umjerenoj klimi. 
U Hrvatskoj je najpoznatiji predstavnik obična kurika ili popova kapica (Euonymus europaeus L.), otrovna biljka koja se često koristi za formiranje grmastih obruba ili živih ograda. Česta je u Istri u dolini Mirne i oko Žminja. Sjemenke su joj najotrovnije. 
U Hrvatskoj je poznata i japanska kurika (Euonymus japonicus) gdje se uzgaja kao ukrasna biljka
Neke agresivnje vrste kurikovki mogu ugušiti stablo kao što je okruglolisni drvoguš (Celastrus orbiculatus), pa je cijeli red po rodu Celastrus dobio ime gušićolike.
U 87 rodova priznato je 1168 vrsta.

## Potporodice i rodovi:
Familia Celastraceae R.Br. (1327 spp.)
1. Subfamilia Lepuropetaloideae Engl.
  1. Lepuropetalon Elliott (1 sp.)
2. Subfamilia Parnassioideae Arn.
  1. Parnassia L. (56 spp.)
3. Subfamilia Pottingerioideae Airy Shaw
  1. Pottingeria Prain (1 sp.)
  2. Mortonia A. Gray (7 spp.)
4. Subfamilia Microtropioideae (C. Y. Cheng & T. C. Kao) M. P. Simmons
  1. Zinowiewia Turcz. (10 spp.)
  2. Quetzalia Lundell (7 spp.)
  3. Microtropis Wall. (66 spp.)
5. Subfamilia Monimopetaloideae M. P. Simmons
  1. Monimopetalum Rehder (1 sp.)
6. Subfamilia Siphonodontoideae Croizat
  1. Siphonodon Griff. (5 spp.)
  2. Peripterygia (Baill.) Loes. (1 sp.)
  3. Wilczekra M. P. Simmons (2 spp.)
  4. Goniodiscus Kuhlm. (1 sp.)
7. Subfamilia Crossopetaloideae M. P. Simmons
  1. Crossopetalum P. Browne (27 spp.)
8. Subfamilia Celastroideae Burnett
  1. Tribus Gyminda klada
    1. Haydenoxylon M. P. Simmons (4 spp.)
    2. Schaefferia Jacq. (15 spp.)
    3. Rzedowskia Medrano (1 sp.)
    4. Orthosphenia Standl. (1 sp.)
    5. Tetrasiphon Urb. (1 sp.)
    6. Gyminda (Griseb.) Sarg. (3 spp.)

  2. Tribus Celastreae Rchb.
    1. Tripterygium Hook.f. (2 spp.)
    2. Celastrus L. (41 spp.)

  3. Tribus Euonymae DC.
    1. Torralbasia Krug & Urb. (1 sp.)
    2. Wimmeria Schltdl. & Cham. (16 spp.)
    3. Paxistima Raf. (2 spp.)
    4. Euonymus L. (179 spp.)

  4. Tribus Canotia klada
    1. Canotia Torr. (2 spp.)
    2. Acanthothamnus Brandegee (1 sp.)
9. Subfamilia Maytenoideae Biral & Lombardi
  1. Maytenus Molina (34 spp.)
  2. Tricerma Liebm. (4 spp.)
  3. Monteverdia A. Rich. (124 spp.)
  4. Plenckia Reissek (3 spp.)
  5. Fraunhofera Mart. (1 sp.)
10. Subfamilia Salaciopsioideae M. P. Simmons
  1. Salaciopsis Baker f. (6 spp.)
11. Subfamilia Stackhousioideae Burnett
  1. Denhamia Meisn. (17 spp.)
  2. Hexaspora C. T. White (1 sp.)
  3. Hypsophila F. Muell. (2 spp.)
  4. Dicarpellum (Loes.) A. C. Sm. (4 spp.)
  5. Brassiantha A. C. Sm. (2 spp.)
  6. Hedraianthera F. Muell. (1 sp.)
  7. Stackhousia Sm. (16 spp.)
  8. Macgregoria F. Muell. (1 sp.)
  9. Tripterococcus Endl. (1 sp.)
  10. Menepetalum Loes. (4 spp.)
  11. Dinghoua R. H. Archer (1 sp.)
  12. Psammomoya Diels & Loes. (4 spp.)
  13. Xylonymus Kalkman ex Ding Hou (1 sp.)
  14. Apatophyllum McGill. (5 spp.)
12. Subfamilia Cassinoideae Loes.
  1. Tribus Pterocelastrus klada
    1. Robsonodendron R. H. Archer (2 spp.)
    2. Mystroxylon Eckl. & Zeyh. (1 sp.)
    3. Pseudosalacia Codd (1 sp.)
    4. Pterocelastrus Meisn. (5 spp.)
    5. Empleuridium Sond. & Harv. ex Harv. (1 sp.)

  2. Tribus Cassineae G. Don
    1. Lydenburgia N. Robson (2 spp.)
    2. Gymnosporia (Wight & Arn.) Hook.f. (128 spp.)
    3. Marijordaania A. E. van Wyk & R. G. C. Boon (1 sp.)
    4. Gloveria Jordaan (1 sp.)
    5. Putterlickia Endl. (5 spp.)
    6. Maurocenia Hill (1 sp.)
    7. Cassine L. (3 spp.)
    8. Lauridia Eckl. & Zeyh. (2 spp.)
    9. Allocassine N. Robson (1 sp.)
    10. Catha Forssk. (1 sp.)
    11. Platypterocarpus Dunkley & Brenan (1 sp.)
13. Subfamilia Elaeodendroideae Lindl.
  1. Tribus Brexieae Meisn.
    1. Lophopetalum Wight ex Arn. (20 spp.)
    2. Kokoona Thwaites (10 spp.)
    3. Polycardia Juss. (4 spp.)
    4. Brexia Noronha ex Thouars (11 spp.)

  2. Tribus Elaeodendreae Endl.
    1. Elaeodendron J. Jacq. (41 spp.)
    2. Ptelidium Thouars (2 spp.)
    3. Brexiella H. Perrier (6 spp.)
    4. Pleurostylia Wight & Arn. (6 spp.)
    5. Hartogiopsis H. Perrier (1 sp.)
    6. Salvadoropsis H. Perrier (1 sp.)
14. Subfamilia Salacioideae N. Hallé ex Thorne & Reveal
  1. Salacia L. (212 spp.)
  2. Salacighia Loes. (2 spp.)
  3. Tontelea Aubl. (16 spp.)
  4. Peritassa Miers (20 spp.)
  5. Cheiloclinium Miers (12 spp.)
  6. Thyrsosalacia Loes. (4 spp.)
  7. Sarawakodendron Ding Hou (1 sp.)
15. Subfamilia Hippocrateoideae Lindl.
  1. Helictonema Pierre (1 sp.)
  2. Simicratea N. Hallé (1 sp.)
  3. Trochantha (N. Hallé) R. H. Archer (2 spp.)
  4. Pristimera Miers (34 spp.)
  5. Cuervea (Benth. & Hook.f.) Triana ex Miers (5 spp.)
  6. Hippocratea L. (4 spp.)
  7. Loeseneriella A. C. Sm. (30 spp.)
  8. Campylostemon Welw. (7 spp.)
  9. Tristemonanthus Loes. (2 spp.)
  10. Bequaertia R. Wilczek (1 sp.)
  11. Reissantia N. Hallé (8 spp.)
  12. Arnicratea N. Hallé (3 spp.)
  13. Elachyptera A. C. Sm. (8 spp.)
  14. Apodostigma R. Wilczek (1 sp.)
  15. Hylenaea Miers (3 spp.)
  16. Semialarium N. Hallé (2 spp.)
  17. Prionostemma Miers (1 sp.)
  18. Anthodon Ruiz & Pav. (1 sp.)
  19. Plagiopteron Griff. (1 sp.)
16. Subfamilia (vjerojatno je treba isključiti iz Celastraceae)
  1. Nicobariodendron Vasudeva Rao & Chakrab. (1 sp.)

## Galerija
- Putterlickia pyracantha
- Cassine maritima (sin. Robsonodendron maritimum)
- Tripterygium hypoglaucum
- Salacia fruticosa
- Stackhousia intermedia